# Unión de los Ríos
Unión de los Ríos es una localidad argentina ubicada en el Departamento Río Cuarto de la Provincia de Córdoba.
Se encuentra 4 km al noroeste de Alpa Corral, de la cual depende administrativamente, al sur de la unión del río Mora sobre el río Talita, lo que da nombre al paraje. El INDEC la denominó en 2001 como Villa Santa Eugenia, nombre de uno de sus barrios.
A inicios del siglo XXI sufrió un importante aumento poblacional, que llevó a readecuar la infraestructura de agua potable.

## Población
Cuenta con 126 habitantes (Indec, 2010), lo que representa un incremento del 117% frente a los 58 habitantes (Indec, 2001) del censo anterior.